# Biskupiec (công xã), Olsztyn (Warmińsko-Mazurskie)
Gmina Biskupiec là một vùng thành thị-nông thôn (công xã) ở Olsztyn, Warmian-Masurian Voivodeship, ở miền bắc Ba Lan. Khu hành chính của nó là thị trấn Biskupiec, nằm cách khoảng 31 kilômét (19 mi) về phía đông của thủ đô khu vực Olsztyn.
Gmina có diện tích 290,38 kilômét vuông (112,1 dặm vuông Anh), và tính đến năm 2006, tổng dân số của nó là 19.018, trong đó dân số của Biskupiec là 10.348, và dân số của vùng nông thôn của Gmina là 8.670.

## Làng
Ngoài thị trấn Biskupiec, Gmina Biskupiec gồm các làng và các khu định cư của Adamowo, Biesówko, Biesowo, Biskupiec-Kolonia Druga, Biskupiec-Kolonia Pierwsza, Biskupiec-Kolonia Trzecia, Boreczek, Borki Wielkie, Botowo, Bredynki, Bukowa Góra, Chmielówka, Czerwonka, Dębowo, Droszewo, Dworzec, Dymer, Gęsikowo, Januszewo, Józefowo, Kamionka, Kobułty, Kojtryny, Kramarka, Łabuchy, Labuszewo, Laka Dymerska, Lipowo, Mojtyny, Najdymowo, Nasy, Nowe Marcinkowo, Parleza Mala, Parleza Wielka, Pierwój, Pudląg, Rasząg, Rozwady, Rudziska, Rukławki, Rzeck, Sadłowo, Sadowo, Stanclewo, Stryjewo, Węgój, Wilimy, Wolka Wielka, Zabrodzie, Zameczek, Zarębiec, Zawada và Zazdrość.

## Gmina lân cận
Gmina Biskupiec được bao quanh bởi các Gmina của Barczewo, Dźwierzuty, Jeziorany, Kolno và Sorkwity.